# Aforamiento

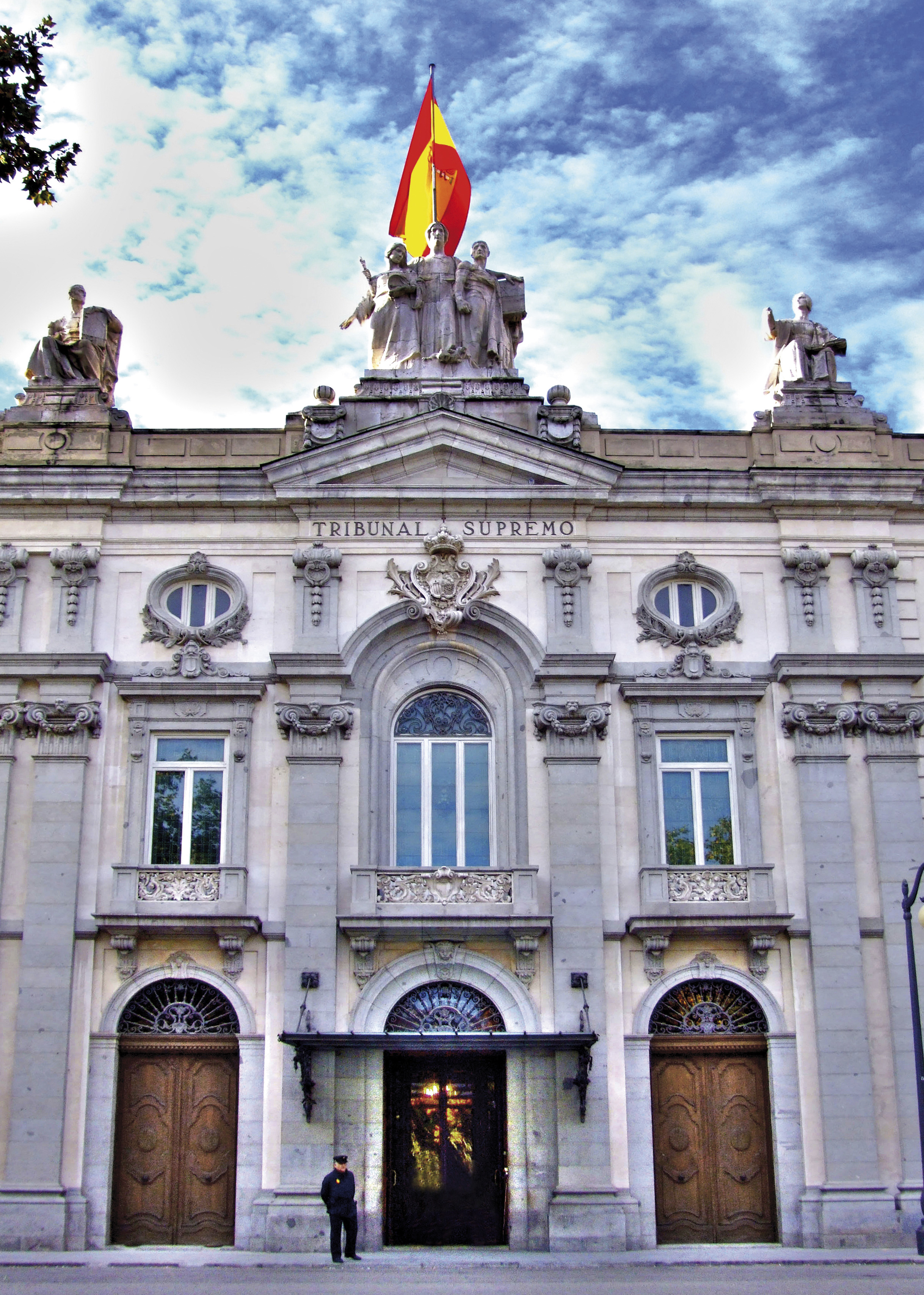
Fachada del edificio del Tribunal Supremo de España.

El aforamiento es una situación jurídica según la cual determinadas personas por su condición personal, por el cargo que ocupan o por la función que desempeñan tienen un fuero distinto y no son juzgadas por los tribunales ordinarios que correspondería, sino por otros.  
El aforamiento no debe confundirse con la inmunidad parlamentaria que existe en todos los países democráticos. Sin embargo en España, donde los diputados y senadores también gozan de inmunidad, cuando estos son acusados de un delito y sus compañeros acuerdan levantar la inmunidad atendiendo el suplicatorio presentado ante la Cámara respectiva, no son juzgados por los tribunales ordinarios, sino por la Sala Segunda del Tribunal Supremo, tal y como dispone el artículo 71 de la Constitución. Esta prerrogativa es minoritaria en el derecho constitucional europeo, existiendo únicamente en Grecia, Países Bajos, Rumanía y Bielorrusia.

## Aforamiento en España
Hay un aforamiento, según la Constitución de 1978 para el presidente del Gobierno, a los ministros y a los diputados y senadores, y la Ley Orgánica del Poder Judicial incluyó en esta figura jurídica a los jueces y fiscales, a los magistrados del Tribunal Constitucional y del Tribunal de Cuentas, a los vocales del Consejo General del Poder Judicial, a los miembros del Consejo de Estado, al Defensor del Pueblo y a sus dos adjuntos. Finalmente los diversos Estatutos de Autonomía declararon aforados a los miembros de los gobiernos y parlamentos autonómicos, así como a sus respectivos defensores del pueblo. Mención aparte merece la persona del rey, que según el artículo 56 de la Constitución es inviolable y no está sujeta a responsabilidad, por lo que no puede ser juzgado por ningún tribunal.
La finalidad de este aforamiento es doble. Por un lado, se trata de que los cargos públicos y los parlamentarios así como los jueces y fiscales estén protegidos frente a demandas espurias; por otro, que los jueces de los tribunales de primera instancia no sufran presiones al juzgar a las personas destacadas de la vida política y a sus compañeros de profesión.
Los expertos que defienden el aforamiento consideran que en el caso de los jueces y de los fiscales es donde más sentido tiene pues se evita que les investigue y juzgue «un igual», un compañero de su misma instancia judicial.
La obra más importante sobre el tema es Tratado de jurisprudencia de aforamientos procesales de los juristas Iñaki Esparza y Juan Luis Gómez Colomer.

### Críticas
El catedrático de Derecho Penal Manuel Cancio opina que el aforamiento «no tiene ninguna justificación». «Que un cargo público esté aforado implica la suposición de que un tribunal superior será mejor o más justo que otro. Pero en realidad esta regla especial solo se puede comprender como un  intento de proteger a ciertos cargos haciendo que los juzguen tribunales más cercanos al poder ejecutivo, ya que cualquier tribunal —el que resulte competente conforme a las reglas generales— es en sí mismo expresión indivisible del poder judicial».
El juez decano de Palma y portavoz de los 47 decanos españoles afirma: «No entendemos adecuado que los aforamientos hayan alcanzado la extensión que han logrado. Crea suspicacias entre los ciudadanos».
El magistrado Alfonso Villagómez en un artículo titulado ¿Qué sentido tiene el aforamiento? publicado por el diario El País el 13 de abril de 2014 afirmaba:

Se ha dicho... que se trata de un instrumento jurídico que tiene como objetivo garantizar la independencia institucional para aumentar la seguridad jurídica sobre personas que el legislador entiende que deben ser objeto de una tutela. Un argumento no menos desenfocado del tratamiento que hoy en día merece esta figura. Porque la verdad es que el aforamiento contradice radicalmente el principio de igualdad sin justificación alguna: ¿por qué las normas procesales tienen que ser modificadas en beneficio de ciertas personas? ¿Es que la llamada al proceso de unos es distinta de la de otros?

Javier Tajadura Tejada, profesor de Derecho Constitucional en la Universidad del País Vasco, también ha criticado el aforamiento:

El problema que plantea la figura del aforamiento reside en el hecho de que la labor de los magistrados de estos altos tribunales [Tribunales Superiores de Justicia o Tribunal Supremo]  —cuya composición determinan los partidos políticos mediante su control del Consejo General del Poder Judicial— no es investigar o instruir delitos. Su función es resolver recursos, unificar la doctrina. Resulta sumamente disfuncional atribuirles la instrucción de un sumario. Además, si hay un aforado implicado, el tribunal competente debe hacerse cargo de la totalidad del caso, con lo que pasa a enjuiciar también a personas no aforadas. Esta fuerza expansiva del aforamiento contribuye a retrasar más los procesos. Al mismo tiempo, transmite a los ciudadanos la imagen de que la justicia no es igual para todos, y de que los políticos presuntamente corruptos gozan de un estatuto jurídico “privilegiado” y diferente al de cualquier ciudadano, que puede ser directamente imputado por un juez de instrucción.

### Debate público
El aforamiento saltó a la primera línea del debate político cuando en abril de 2014 el ministro de Justicia del gobierno de Mariano Rajoy, Alberto Ruiz-Gallardón, incluyó en la propuesta de reforma de la Ley Orgánica del Poder Judicial el aforamiento de la reina Sofía y los príncipes de Asturias.
Tras la abdicación del rey Juan Carlos I y la proclamación del nuevo rey Felipe VI, en junio de 2014 se aprobó el aforamiento de los dos reyes salientes, de la reina Letizia y de la princesa de Asturias. Pero a finales de agosto el Gobierno propuso debatir la propuesta del ministro de Justicia Alberto Ruiz-Gallardón de reducir el número de aforados de 17 621 (cifra dada por el ministro) a 22 como «medida de regeneración democrática», lo que implicaría la reforma de la Constitución de 1978 y de casi todos los Estatutos de Autonomía.
UPyD, Izquierda Unida, Podemos y Ciudadanos respondieron a la propuesta exigiendo la supresión total de los cargos públicos aforados. No debe haber «ni uno», dijo Cayo Lara, portavoz de Izquierda Unida. También se mostraron en contra algunos políticos del Partido Popular. La que fuera presidenta de la Comunidad de Madrid, Cristina Cifuentes, anunció [¿cuándo?] un proyecto de ley para quitarlos de esta comunidad, incluido el suyo, [cita requerida], aunque nunca se ha materializado. 
El 26 de abril de 2017, la Región de Murcia aprobó la eliminación del aforamiento para los cargos políticos en el pleno de la Asamblea Regional, lo que hubiera convertido a la Región de Murcia en la primera comunidad autónoma en suprimir este sistema. La decisión fue seguida por las comunidades de Canarias y Cantabria, siendo finalmente Canarias la primera comunidad en suprimir los aforamientos al adelantarse en la tramitación a los estatutos de Murcia y Cantabria.
La supresión de los aforamientos de Canarias se materializó en noviembre de 2018 con su publicación en el Boletín Oficial del Estado. La segunda comunidad que vio aprobada la supresión en su estatuto fue la Región de Murcia en febrero de 2021, siendo seguida por Cantabria al mes siguiente, por Baleares en febrero de 2022 y por Aragón a finales de ese año. Esta pendiente que en 2024 las Cortes aprueben la reforma del Estatuto de La Rioja que elimina estos aforamientos.